# Усть-Каменогорский уезд
Усть-Каменогорский уе́зд — административно-территориальная единица в составе Семипалатинской области Российской империи.
Уездный центр — город Усть-Каменогорск.

## История
Уезд образован 21 октября 1868 года.

## Административно-территориальное деление
Волости на 1 января 1926 года:
1. Буконьская волость (центр — с. Преображенское)
2. Колбинская (центр — с. Мариинское)
3. Краснооктябрьская (центр — с. Верхубинское)
4. Ленинская (центр — с. Михайло-Архангельское)
5. Мендешевская (центр — Аул № 1)
6. Предгорненская (центр — с. Красноярское)
7. Пролетарская (центр — с. Велико-Дмитриевское)
8. Ридерская
9. Свердловская (центр — с. Георгиевское)
10. Советская (центр — с. Усть-Бухтарминское)
11. Тараханская
12. Уланская (центр — аул Чайгары)
13. Чарская (центр — уроч. Кара-Кантас)